# Municipio de Stony Creek (Indiana)
El municipio de Stony Creek (en inglés: Stony Creek Township) es un municipio ubicado en el condado de Madison en el estado estadounidense de Indiana. En el año 2010 tenía una población de 3871 habitantes y una densidad poblacional de 52,85 personas por km².

## Geografía
El municipio de Stony Creek se encuentra ubicado en las coordenadas 40°4′13″N 85°48′31″O / 40.07028, -85.80861. Según la Oficina del Censo de los Estados Unidos, el municipio tiene una superficie total de 73.25 km², de la cual 73.25 km² corresponden a tierra firme y (0%) 0 km² es agua.

## Demografía
Según el censo de 2010, había 3871 personas residiendo en el municipio de Stony Creek. La densidad de población era de 52,85 hab./km². De los 3871 habitantes, el municipio de Stony Creek estaba compuesto por el 97.88% blancos, el 0.59% eran afroamericanos, el 0.26% eran amerindios, el 0.15% eran asiáticos, el 0.03% eran isleños del Pacífico, el 0.21% eran de otras razas y el 0.88% pertenecían a dos o más razas. Del total de la población el 0.9% eran hispanos o latinos de cualquier raza.